# Кюлюс-Арыта
Кюлю́с-Арыта́ — небольшой остров на реке Анабар. Территориально относится к Якутии, Россия.
Остров расположен в нижнем течении реки, ближе к левому берегу, ниже места впадения левого притока Харабыла. Имеет удлинённую форму, вытянутую с северо-востока на юго-запад. Поверхность равнинная, на юге расположены утёсы высотой до 5 м. Остров покрыт болотами, имеется четыре небольших озера.